# Timothy Johnson
Pour les articles homonymes, voir Johnson et Tim Johnson.
Timothy Johnson, plus connu sous le nom de Tim Johnson (né le 5 août 1977 à Middleton) est un coureur cycliste américain, spécialiste du cyclo-cross.

## Biographie
Timothy Johnson a commencé sa carrière professionnelle en 2001 au sein de l'équipe Saturn. Il est marié à la cycliste canadienne Lyne Bessette.

## Palmarès en cyclo-cross
- 1998-1999
  -  Champion des États-Unis de cyclo-cross espoirs
  -  Médaillé de bronze du championnat du monde de cyclo-cross espoirs
- 1999-2000
  -  Champion des États-Unis de cyclo-cross espoirs
- 2000-2001
  -  Champion des États-Unis de cyclo-cross
- 2007-2008
  -  Champion des États-Unis de cyclo-cross
  - Granogue Cross, Wilmington
  - USGP of Cyclocross - Derby City Cup 2, Louisville
  - USGP of Cyclocross - Portland Cup 1, Portland-Hillsborough
- 2008-2009
  - Rad Racing Grand Prix, Lakewood
  - USGP of Cyclocross #2 - Derby City Cup, Louisville
  - National American Trophy #6 - Boulder Cup, Boulder
  - Centennial Park Cross 2, Etobicoke
  - USGP of Cyclocross #3 - Mercer Cup, Fort Collins
  - USGP of Cyclocross #5 - Portland Cup, Portland
- 2009-2010
  -  Champion des États-Unis de cyclo-cross
  - Grand Prix of Gloucester 2, Gloucester
  - Providence Cyclocross 1, Providence
  - Providence Cyclocross 2, Providence
  - Toronto International Cyclo-Cross 1, Toronto
  - USGP of Cyclocross - Derby City Cup 2, Louisville
  - Blue Sky Velo Cup, Longmont
  - Boulder Cup, Boulder
  - USGP of Cyclocross - Mercer Cup 2, Fort Collins
  - Super Cross Cup 1, Southampton
  - Super Cross Cup 2, Southampton
- 2010-2011
  - New England Championship Series #1 - Schoolhouse Cyclo-cross, Williston
  - New England Championship Series #2 - Catamount Grand Prix, Williston
  - USGP of Cyclocross #2 - Planet Bike Cup 2, Sun Prairie
  - USGP of Cyclocross #3 - Derby City Cup 1, Louisville
  - USGP of Cyclocross #6 - Mercer Cup 2, Fort Collins
  - North American Cyclocross Trophy #4 - Gran Prix of Gloucester 2, Gloucester
  - North American Cyclocross Trophy #6 - Boulder Cup C1 Cyclo-cross, Boulder
  - Providence Cyclo-cross 1, Providence
  - Providence Cyclo-cross 2, Providence
- 2011-2012
  - Jingle Cross Rock 3, Iowa City
  - Cyclocross LA 1, Los Angeles
- 2012-2013
  - Jingle Cross Rock 2, Iowa City
  - Jingle Cross Rock 3, Iowa City
  - CXLA Weekend 2, Los Angeles
  - USGP of Cyclocross #8 - Deschutes Cup 2, Bend
- 2013-2014
  - Catamount Grand Prix 1, Williston
  - Cincy3 Lionhearts International-Cross After Dark, Mason
  - Cincy3 Harbin Park, Cincinnati
  - The Jingle Cross Rock - Rock 3, Iowa
  - Super Cross Cup 1, Stony Point, New York
  - Super Cross Cup 2, Stony Point, New York
  - Deschutes Brewery Cup, Bend
  - 3e du championnat des États-Unis de cyclo-cross

## Palmarès sur route

### Par années
- 2000
  - Mount Washington Hillclimb
- 2001
  - Mount Washington Hillclimb
  - 4e étape de la Green Mountain Stage Race
- 2002
  - 3e de la Classique Montréal-Québec Louis Garneau
- 2003
  - Herald Sun Tour :
    - Classement général
    - 9e et 12e étapes

  - Classique Montréal-Québec Louis Garneau
  - 3e de la Green Mountain Stage Race
- 2012
  - Classement général de la Green Mountain Stage Race

### Classements mondiaux
| Année            | 2005 | 2006 | 2007 | 2008 |
| ---------------- | ---- | ---- | ---- | ---- |
| UCI America Tour | 343e |      | 226e | 457e |